# الحدود بين أرمينيا وإيران

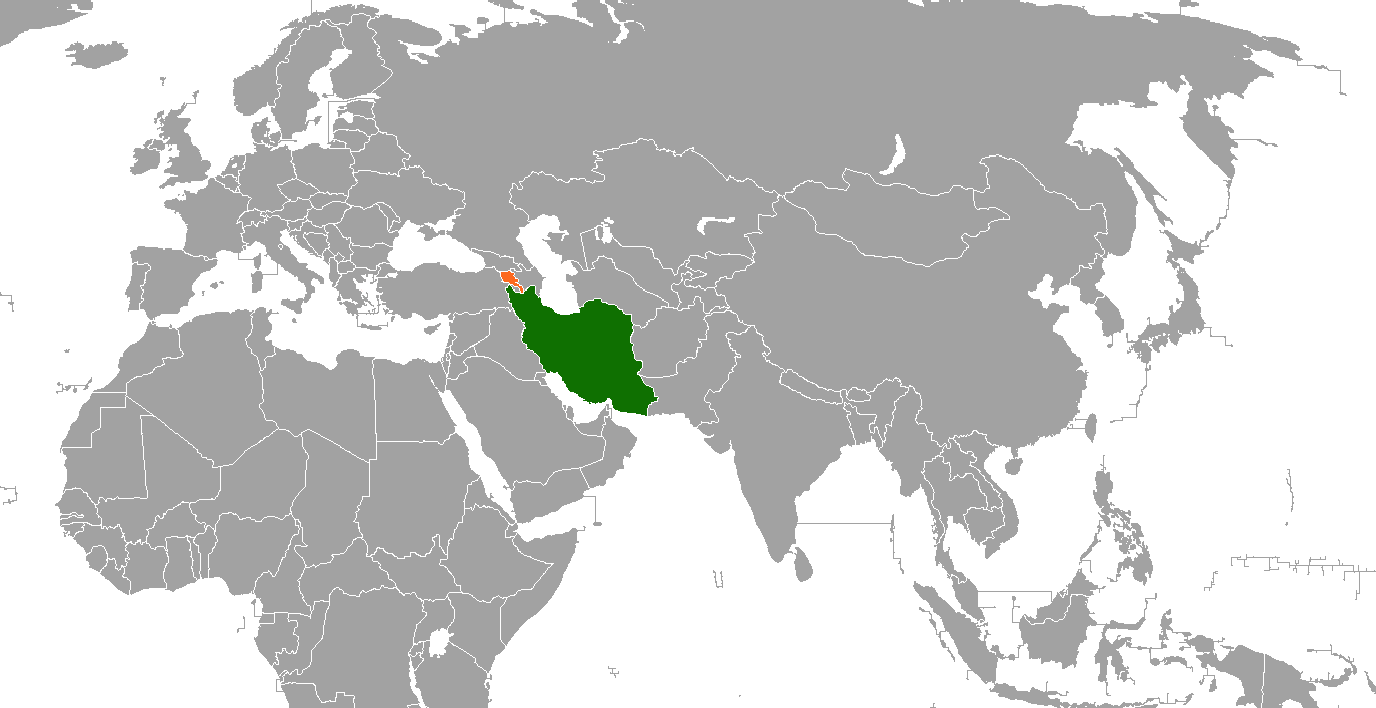

الحدود بين إيران وأرمينيا (بالأرمنية: Հայաստան–Իրան սահման)‏  و(بالفارسية: مرز ارمنستان-ایران)   ) طولها 44 كم (27 ميل) تمتد من النقطة الثلاثية مع منطقة ناختشفان الأذربيجانية في الغرب إلى النقطة الثلاثية مع أذربيجان في الشرق.

## المعابر الحدودية
المعبر الرئيسي هو بين نوردوز وآغاراك.

## إنظر أيضا
• العلاقات الأرمنية الإيرانية